# Toxostome
Chondrostoma toxostoma
Espèce
Statut de conservation UICN

 VU  : Vulnérable
Le Toxostome, Parachondrostoma toxostoma, (Chondrostoma toxostoma étant un synonyme), est un poisson actinoptérygien d'eau douce, de la famille des cyprinidés.

## Description
- Longueur : de 15 à 25 cm (et rarement jusqu'à 30 cm) ; taille comprise entre celle d'un goujon et de la vandoise (si on le compare à des espèces trouvées dans les mêmes cours d'eau) ; 11 rayons sur la nageoire dorsale et 12 pour la nageoire anale.
- Poids : de 50 à 350 g[1].

## Comportement, reproduction
C'est un poisson grégaire qui se comporte en brouteur. Avant le frai, les adultes recherchent les petits affluents et des zones de fort courant.

Le frai a lieu de mars à mai. Le poisson présente alors une bande longitudinale sombre, de la tête à la queue (à peine visible en temps normal).

La femelle pond sur les graviers et les pierres des zones de courant plus rapides.

## Nourriture
Plancton, bactéries et diatomées pour la larve et algues essentiellement pour l'adulte (et quelques petits invertébrés). Son aire de répartition s'étend principalement du nord-est de l'Espagne à la France, dans les bassins versants de l'Èbre, du Rhône, de l'Adour, de la Garonne et de la Dordogne .

## Autres appellations
Régionalement, on le connait sous d'autres appellations :
- dans l'Adour : seufle ;
- dans l'Aude et dans la Beaume : sofie ;
- dans l'Aveyron : couland [3].

## Protection
Le toxostome est inscrit à l'annexe III de la Convention de Berne pour la protection de la faune.